# ヴィンセント・マンガーノ
ヴィンセント・マンガーノ（英語: Vincent Mangano, 1888年3月28日－1951年4月19日）はニューヨーク・マフィア、5大ファミリーの一つであるマンガーノ・ファミリー(後のガンビーノ・ファミリー)のボス。マーダー・インクの幹部。生まれた時の名前はヴィンチェンツォ・ジョヴァンニ・マンガーノ (イタリア語: Vincenzo Giovanni Mangano) 。ブルックリンの新聞が名付けた、「処刑人 (The Executioner) 」という渾名で知られる。

## 来歴

### 初期
シチリア島パレルモ生まれ。1906年渡米し、ブルックリンのレッドフック地区に定住した。ブルックリンの臨海区を拠点に、サルヴァトーレ・"トト"・ダキーラの傘下に入ったとされる。一説に、レッド・フック地区で漁業利権を確立したシチリア系のジュゼッペ・"バティスタ"・バルサモの部下で、1920年代前半バルサモの引退に伴い、その利権を継いだという説がある。バルサモの仕事仲間フランキー・イェールの用心棒を請け負い、アイルランド系ギャングと波止場の縄張りを巡って争った。
1928年12月、全米シチリアギャングの集会クリーヴランド会議にジョゼフ・プロファチらと参加した。警察の手入れにあい、他の出席者と共に捕まり、会議が露見した。会議の目的は、同年7月に殺されたイェール、10月にマッセリア派に殺されたダキーラの後継ぎ問題だったとされる。
元イェール派のカルメロ・リコンティ、ジオヴァンニ・ジウストラらカラブリア系ギャングと臨海区の利権を分かち合い、同じくカラブリア系のアルバート・アナスタシアを部下に取り込んだ。1931年5月のジウストラの暗殺に伴い、その組合利権を引き継いだ。親しい仲間にジョー・ビオンド（後のガンビーノ一家副ボス）やニコラ・ジェンタイル（1937年イタリア逃亡）などがおり、ラッキー・ルチアーノとは良好な関係を築いた。

### 五大ファミリーのボス
ジョー・マッセリアはダキーラを殺して、アル・ミネオを一家の傀儡ボスに据えていたが、1930年、カステランマレーゼ戦争でミネオが殺されると、サルヴァトーレ・マランツァーノに通じた反マッセリアのフランク・スカリーチェが一家を奪い返した。この間マンガーノは、マッセリア派と見られたが、途中でマランツァーノ派に鞍替えしたといわれる。1931年4月、マッセリアが、マランツァーノと内通したルチアーノに殺され、マランツァーノが五大ファミリーを再編してスカリーチェを一家のボスに据えた。1931年9月、マランツァーノを殺したルチアーノのニューヨーク・マフィア再編で、改めて五大ファミリーの1つに認定された時、スカリーチェに代わってボスに選出された。
国際港湾労働者組合I.L.Aの副社長エミール・カマルダとの強力なコネを理由にボスの座を与えられたとされる。ほかにスカリーチェがマランツァーノに近すぎる人物でルチアーノ対策上の無難な人選で下からボスに担がれたとする説、野心的なスカリーチェより安全で御しやすいマンガーノが好まれたとする見方がある。ルチアーノと親しいアナスタシアを副ボスに据え、弟のフィリップ・マンガーノを相談役に据えた。またコミッションの主導で五大ファミリーの暗殺請負組織マーダー・インクが作られ、その幹部に選ばれた。

### 組合支配と組織拡張
港湾組合の強請を通じ上納金を主な収入源としていた。船会社が上納金を支払わない場合は港での貨物の積み込み・積み下ろし作業を妨害すると脅迫していた。また、ドックの労働者らからも作業日ごとに金を巻き上げた。どの船に何が積まれているのか正確に把握し、貨物の横流しや盗品の売買を仕切った。港湾組合を手中にすると組合の政治コネクションを利用して民主党系の政治家や市政の要職と人脈を築き、組合員の組織票と引き換えに政治的な保護や裁判での支援を受けた。1933年の禁酒法の終焉により、酒の密輸に代わる収入源を、競馬やナンバーズ賭博、宝くじなどの違法賭博に求め、ニュージャージーやフロリダに進出した。
エミール・カマルダ（Emil Camarda、1941年殺害）と共に「シティ・デモクラティック・クラブ」というクラブを設立し、クラブは表向きにはアメリカ人の基本的価値観を振興するのが目的であったが、裏では非合法活動の拠点となり、マーダー・インクのメンバーらの主な会議場所として使用された。

### アナスタシアとの確執
マンガーノは、ボスの自分を差し置いてルチアーノやフランク・コステロら他ファミリーの幹部に様々な便宜を図るアナスタシアの行動に憤慨し不信感を抱くようになった。2人の間で喧嘩が頻発し、関係が悪化した。五大ファミリーの集会、コミッションでは特に親しい仲間もおらず、しばしばコステロに反対の立場を取った。孤立を避けるためジョセフ・プロファチやジョゼフ・ボナンノに接近したともいう。

### 失踪
1951年4月19日、ブルックリンのシープヘッド湾近くでフィリップ・マンガーノが殺されているのが発見された。同日ヴィンセント・マンガーノも跡形も無く消え去った。その後も、彼の死体は発見されなかった。コミッションの席上、アナスタシアはマンガーノが自分を殺そうとしていたと主張したが、殺害は否定した。アナスタシアが殺したことを疑う者はいなかったが、フランク・コステロがアナスタシアを援護したことで、最終的にアナスタシアのボス就任が認められた。

## エピソード
- アナスタシアとは組合乗っ取りやライバルの抹殺などを通じ20年以上にわたりタッグを組んでいたが、ファミリー横断的に振る舞うアナスタシアに不信感を強め、喧嘩するようになった。取っ組み合いになって仲間が仲裁に入ることもあったという[15]。